# Noch einmal Q
Noch einmal Q (Originaltitel: Deja Q) ist die 13. Folge der dritten Staffel der US-amerikanischen Science-Fiction-Fernsehserie Raumschiff Enterprise – Das nächste Jahrhundert. Sie wurde in den Vereinigten Staaten über Syndication vermarktet und erstmals am 5. Februar 1990 auf verschiedenen Fernsehsendern ausgestrahlt. In Deutschland war sie zum ersten Mal am 16. Oktober 1992 in einer synchronisierten Fassung im ZDF zu sehen.

## Handlung
Im Jahr 2366 bei Sternzeit 43539.1 fliegt die Enterprise zum Planeten Bre’el IV, dessen Mond abzustürzen droht. Die Besatzung versucht, die Umlaufbahn des Mondes zu stabilisieren – allerdings mit wenig Erfolg. Völlig unvermittelt taucht auf der Brücke der Enterprise das mächtige Wesen Q auf, das die Besatzung in der Vergangenheit schon mehrfach in heikle Situationen gebracht hat. Captain Picard vermutet, dass Q für die Situation auf Bre’el IV verantwortlich ist. Q allerdings beteuert seine Unschuld und erklärt, die anderen Mitglieder des Q-Kontinuums hätten beschlossen, ihn zu verstoßen und seiner Kräfte zu berauben, da er zu viel Chaos im Universum angerichtet habe. Er wurde deshalb in ein sterbliches Wesen seiner Wahl verwandelt und entschied sich dazu, ein Mensch zu werden, da Picard für ihn das sei, was einem Freund am nächsten kommt.
Qs Menschlichkeit wird bestätigt, doch Picard glaubt weiter an einen Trick und lässt ihn deshalb in eine Zelle sperren. Plötzlich wird die Enterprise einen Moment lang von einem intensiven Licht erhellt, dessen Quelle nicht genau bestimmt werden kann. Q wird mit den unerwarteten Konsequenzen des Menschseins wie Schlafbedürfnis, Hungergefühl oder Schmerzen konfrontiert. Er verfügt aber weiterhin über enormes Wissen und bietet Picard an, bei der Lösung des aktuellen Problems zu helfen. Picard gestattet ihm schließlich, mit den Ingenieuren im Maschinenraum zusammenzuarbeiten. Dort ist er aber nur von geringem Nutzen, denn er ist unfähig, sich in die Kommandohierarchie einzufügen. Zudem macht er Vorschläge, die die Fähigkeiten des Schiffs übersteigen. Da der Mond von Bre’el IV eine zu große Masse hat, um seine Umlaufbahn mit einem Traktorstrahl zu korrigieren, schlägt Q vor, die Gravitationskonstante des Universums zu verändern. Chefingenieur La Forge kommt dadurch aber auf die Idee, den Mond mit einem Warpfeld zu umhüllen. Dadurch ließe sich zumindest dessen Gravitationskonstante verringern.
Eine Energiewolke nähert sich dem Schiff und gibt Signale ab, die darauf hindeuten, dass sie intelligentes Leben enthält. Q identifiziert das Gebilde als die Calamarain – nicht-körperliche Wesen, denen er in der Vergangenheit Leid zugefügt hatte. Die Calamarain wollen Qs Schwäche nun ausnutzen und sich an ihm rächen. Sie foltern ihn kurzzeitig mit Energieentladungen, doch die Schutzschilde der Enterprise werden aktiviert und die Calamarain können so vorerst abgewehrt werden. Q nimmt seine Arbeit wieder auf. La Forge hat die nötigen Vorbereitungen getroffen, um den Mond mit einem Warpfeld zu umhüllen. Der Plan zeigt erste Erfolge, doch für seine Umsetzung müssen die Schutzschilde gesenkt werden, was die Calamarain sogleich für einen weiteren Angriff nutzen. Der zweite Offizier, der Android Data, rettet Q das Leben, wird dabei aber selbst von einer Energieentladung getroffen und verliert das Bewusstsein. Die Schutzschilde müssen wieder aktiviert werden, doch die Umlaufbahn des Mondes konnte noch nicht stabilisiert werden.
Während La Forge und Schiffsärztin Crusher um Datas Leben kämpfen, hat Q Zeit nachzudenken. Er kommt zu der Erkenntnis, dass er als Mensch versagt hat, und will der Besatzung der Enterprise das Dilemma ersparen, entweder ihn zu beschützen oder den Planeten zu retten. Daher entwendet er ein Shuttle, um die Aufmerksamkeit der Calamarain auf sich zu lenken und La Forge zu gestatten, mit seinem Plan fortzufahren. Plötzlich taucht ein zweiter Q auf dem Shuttle auf. Er gesteht, dass er es ist, der für Qs Ausschluss aus dem Kontinuum verantwortlich war. Jetzt muss er aber sehen, dass Q eine selbstlose Tat begeht, indem er in den sicheren Tod fliegt, um Andere zu beschützen. Das den restlichen Mitgliedern des Kontinuums zu erklären, würde Jahrhunderte dauern. Um das zu vermeiden, gibt Q2 Q kurzerhand seine Kräfte zurück.
Q nutzt seine wiedergewonnene Omnipotenz umgehend, um die Calamarain an einen weit entfernten Ort zu schicken. Anschließend begibt er sich auf die Brücke der Enterprise, wo er zusammen mit der Besatzung mit Mariachi, Zigarren und schönen Frauen feiern möchte. Dem wieder gesundeten Data möchte er ein Abschiedsgeschenk machen. Da es sein großer Wunsch ist, Emotionen zu haben, lässt Q Data in einen kräftigen Lachanfall ausbrechen, bevor er schließlich verschwindet. Von Bre’el IV erreicht die Enterprise die Nachricht, dass der Mond sich wieder in seiner ursprünglichen Umlaufbahn befindet – offenbar durch das Einwirken von Q.

## Verbindungen zu anderen Star-Trek-Produktionen
Die hier genannten fiktiven Berthold-Strahlen wurden zuvor bereits in der Folge Falsche Paradiese der Originalserie Raumschiff Enterprise aus dem Jahr 1967 erwähnt.
Einige Elemente aus dieser Folge wurden in späteren Star-Trek-Produktionen wieder aufgegriffen:
- Mit Q2 ist erstmals ein weiteres Mitglied des Q-Kontinuums außer Q zu sehen. Weitere Mitglieder treten später in Folge 6.06 (Eine echte “Q”) von Raumschiff Enterprise – Das nächste Jahrhundert aus dem Jahr 1992 und in mehreren Folgen von Star Trek: Raumschiff Voyager auf.
- In Folge 2.18 (Todessehnsucht) von Star Trek: Raumschiff Voyager aus dem Jahr 1996 wird der Verlust von Qs Kräften in Noch einmal Q erwähnt.
- In Folge 7.19 (Q2) von Star Trek: Raumschiff Voyager aus dem Jahr 2001 ist Qs Sohn ebenfalls bereit, sich zu opfern, um Andere vor einer Gefahr zu retten, die durch seine Taten heraufbeschworen wurde.
- Die Calamarain werden in Folge 2.08 (Zu schön, um wahr zu sein) der animierten Serie Star Trek: Prodigy aus dem Jahr 2024 erneut erwähnt.

## Produktion

### Drehbuch
Die anfängliche Idee zu dieser Folge sah vor, dass Q scheinbar seine Kräfte verliert und zum Besatzungsmitglied der Enterprise wird, während die Föderation kurz davor steht, in einen Krieg mit den Klingonen zu geraten. Am Ende sollte sich dann herausstellen, dass alles nur ein abgekartetes Spiel von Q war, der seine Kräfte gar nicht verloren hatte, sondern sich als Held inszenieren und seinen Wert unter Beweis stellen sollte. In einer Diskussionsrunde des Produzententeams wurde diese Idee aber von Gene Roddenberry verworfen. Er war der Meinung, wenn man eine Geschichte schreibt, in der ein göttliches Wesen seine Kräfte verliert, dann soll man es auch richtig machen.

### Darsteller
Die Hauptfigur Wesley Crusher (Wil Wheaton) hat in dieser Folge keinen Auftritt.
Corbin Bernsen erhielt für seine Darstellung von Q2 keine Erwähnung in den Credits der Folge. Der Grund hierfür ist nicht bekannt.

### Effekte
Der Effekt für die Darstellung der Calamarain wurde von Special Effects Supervisor Dan Curry mit Hilfe eines hochentwickelten Lasergeräts erzeugt, das er für einen Tag anmietete. Er erzeugte damit noch weitere Effekte, die in zahlreichen späteren Folgen verwendet wurden.
Die Szenen, in denen Q nackt ist, wurden von DeLancie tatsächlich unbekleidet gespielt, da man dies nicht durch Effekte simulieren konnte.

### Musik
Die Mariachi-Band spielt in dieser Folge das von Sebastián de Iradier um 1863 komponierte Lied La Paloma.

## Rezeption
Die Folge wurde 1990 für zwei Primetime Emmy Awards in den Kategorien „Beste Leistung in visuellen Spezialeffekten“ und „Bester Schnitt für eine Serie (Ein-Kamera-Produktion)“ nominiert.
Keith DeCandido bewertete Noch einmal Q 2011 auf tor.com als eine sehr gute Folge von Raumschiff Enterprise – Das nächste Jahrhundert. Die bloße Anwesenheit von Q sei ein Pluspunkt. Sie sei äußerst witzig umgesetzt und zudem eine gute Studie einer Person, die alles verloren hat.
Scott Thill bewertete Noch einmal Q 2012 auf wired.com als eine der besten Folgen von Raumschiff Enterprise – Das nächste Jahrhundert.
Charlie Jane Anders führte Noch einmal Q 2014 auf gizmodo.com in einer Liste der 100 besten bis dahin ausgestrahlten Star-Trek-Folgen auf Platz 87.
Joseph Walter führte Noch einmal Q 2019 auf screenrant.com in einer Liste der 10 besten Folgen von Raumschiff Enterprise – Das nächste Jahrhundert auf Platz 9.
Michael Weyer erstellte 2019 für die Website cbr.com eine Liste der 20 lustigsten Star-Trek-Folgen. Noch einmal Q landete hierbei auf Platz 14.
Mike Bloom zählte Noch einmal Q 2019 auf der Website hollywoodreporter.com als eine der 25 besten Folgen von Raumschiff Enterprise – Das nächste Jahrhundert.
Kayleena Pierce-Bohen führte Noch einmal Q 2019 auf screenrant.com in einer Liste der zehn lustigsten Folgen von Raumschiff Enterprise – Das nächste Jahrhundert auf Platz 9.

## Parodien und Anspielungen
1995 wurden etwa 9 Minuten von Noch einmal Q in Rahmen des Fandub-Projekts Sinnlos im Weltraum parodistisch neu auf Deutsch synchronisiert.
Die populärste Variante des Picard-Facepalm-Memes stammt aus dieser Folge. Es fand ab 2007 eine starke Verbreitung.